# Dicliptera ciliata
Dicliptera ciliata är en akantusväxtart som beskrevs av Joseph Decaisne. Dicliptera ciliata ingår i släktet Dicliptera och familjen akantusväxter. Inga underarter finns listade i Catalogue of Life.